# Alte Pfarrkirche Stegersbach

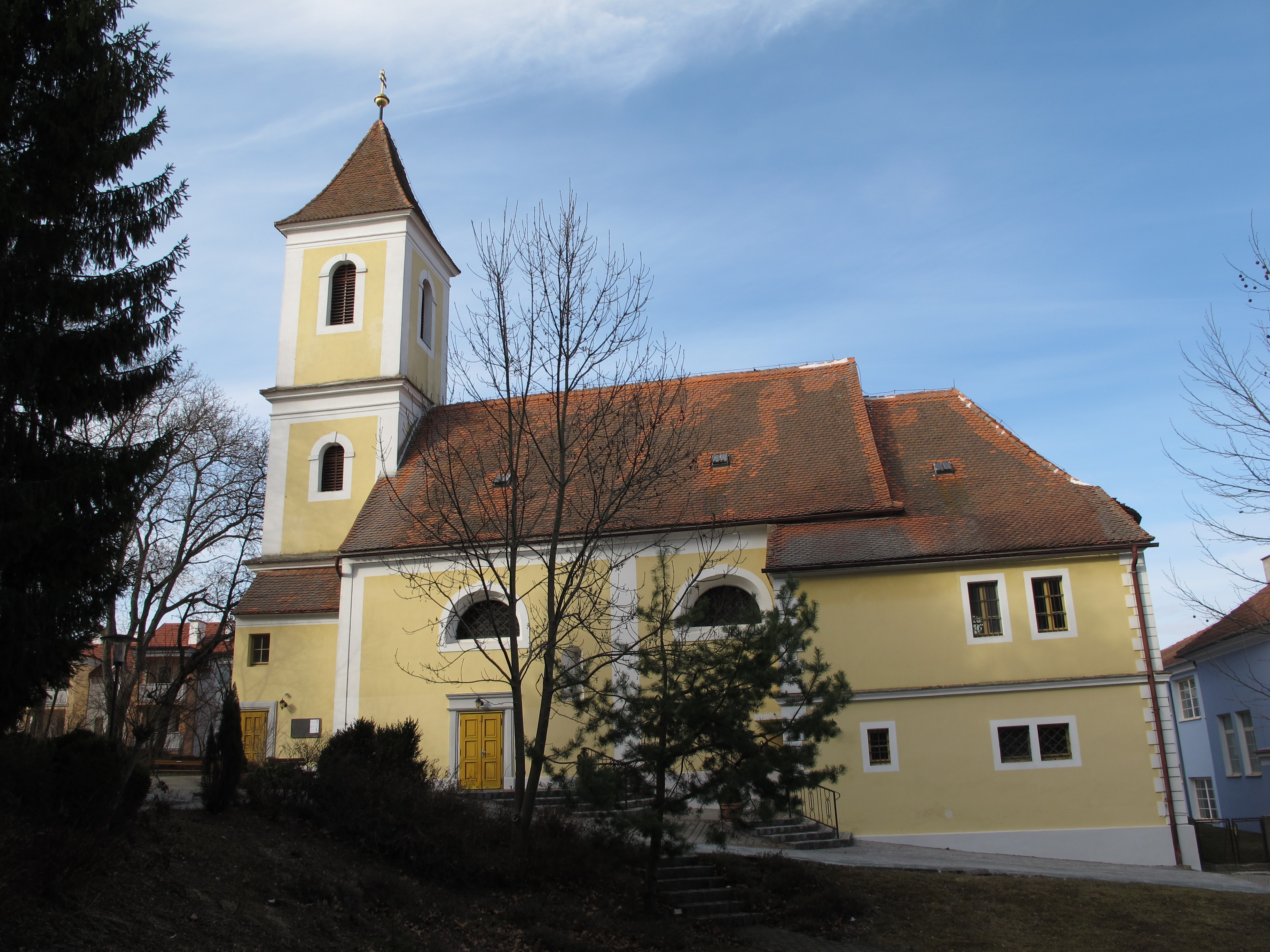
Alte katholische Pfarrkirche hl. Ägidius in Stegersbach

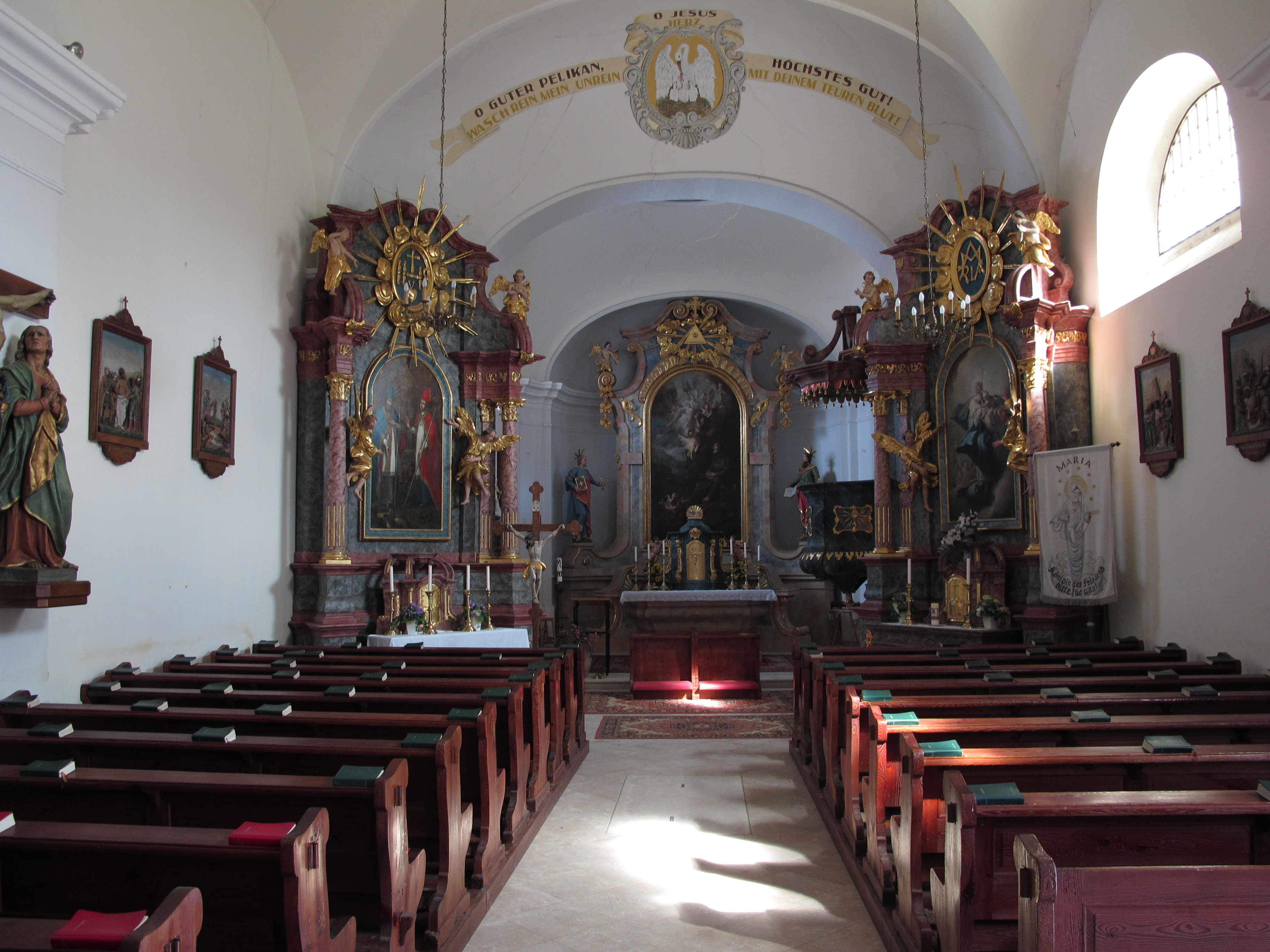
Innenansicht der alten Pfarrkirche Stegersbach

Die römisch-katholische alte Pfarrkirche Stegersbach steht in unmittelbarer Nähe der neuen Pfarrkirche Stegersbach im Ortsverband von Stegersbach (ungarisch: Szentelek; kroatisch: Santalek) im Bezirk Güssing im Burgenland. Die dem heiligen Ägidius gewidmete Kirche gehört zum Seelsorgeraum Maria Helferin/Oberes Stremtal im Dekanat Güssing in der Diözese Eisenstadt. Die Kirche steht unter Denkmalschutz.

## Geschichte
Eine Pfarre wurde 1333 erstmals urkundlich genannt. In Folge war die Pfarre eine Zeit lang evangelisch. Die heutige Kirche wurde im 16. Jahrhundert erbaut und 1756 erweitert und gewölbt. 1960 erfolgte eine Restaurierung.

## Architektur
Der einfache Kirchenbau hat einen flachrund geschlossenen Chor. Der Turm trägt einen Pyramidenhelm.
Das zweijochige Langhaus hat ein Tonnengewölbe mit Stichkappen mit Gurten auf flachen Pilastern. Die dreiachsige Westempore über Platzl- und Kreuzgratgewölben hat eine hochgewölbte Brüstung. Der Triumphbogen ist breit und rundbogig. Das Chorjoch hat ein Platzlgewölbe und die Apsis ein Schalengewölbe.

## Ausstattung
Die barocke Kirchenausstattung ist aus dem dritten Viertel des 18. Jahrhunderts. Der Hochaltar mit einer Rahmenarchitektur mit Voluten zeigt ein bemerkenswertes Hochaltarbild des heiligen Ägidius und trägt die Seitenfiguren der Heiligen Peter und Paul und Engel. 
Die Seitenaltäre sind bauähnlich wie der Hochaltar, hier mit vorgezogenen Säulen mit Gebälkstücken vor einer flachen Wand, mit Engeln neben den Bildern. Der linke Seitenaltar zeigt Patricius und Leonhard, der rechte Seitenaltar die Immaculata. 
Die einfache Kanzel hat vergoldetes Rokokodekor. 
Der Taufkasten trägt eine kleine Täufergruppe. An der Nordwand steht eine große Kreuzigungsgruppe. Die Orgel aus 1939 mit 14 Registern wurde von Josef Huber aus Eisenstadt gebaut.